# Ctenogobius stigmaticus
Ctenogobius stigmaticus é uma espécie de peixe da família Gobiidae. Ocorre amplamente no Atlântico Ocidental, desde a Carolina do Norte (Estados Unidos) e Bahamas até o Rio Grande do Sul (Brasil), habitando águas marinhas rasas, estuarinas e intermittentemente ambientes costeiros de água doce. Ocorrências registradas no Maranhão incluem estuários e baías costeiras, como o Baixo Parnaíba e a Baía de São Marcos.

## Descrição morfológica
Espécie de corpo alongado, atingindo comprimento máximo de 9,6 centímetros de comprimento total. Possui corpo coberto por escamas ctenoides e cabeça pequena com boca terminal; a nadadeira dorsal é contínua, com 06 raios espinhosos e 12 raios moles, enquanto a nadadeira anal apresenta 13 raios moles sem raios espinhosos. O padrão de coloração inclui um corpo geral acinzentado a marrom claro, com manchas escuras dispersas ao longo dos flancos e uma mancha característica junto à base da nadadeira caudal. Olhos grandes e posicionados superiormente no crânio, adaptados a ambientes de baixa visibilidade em fundos lamacentos.

## Distribuição e habitat
Espécie eurialina, ocorrendo desde águas marinhas costeiras rasas até estuários e lagoas costeiras de água doce salobra. Vive predominantemente em fundos macios, como lama e areia fina, em profundidades de 0 a 10 metros e pode ser encontrada em áreas de vegetação submersa, manguezais e canais de maré. No Maranhão, registros confirmam sua presença em estuários do Baixo Parnaíba e Baía de São Marcos, onde ocorre em fundos lamosos sob influência de maré.

## Biologia e ecologia
Alimentação: Alimenta-se de dieta onívora bentônica, composta por microalgas, detrito e pequenos invertebrados bentônicos — especialmente crustáceos decápodes juvenis e pequenos poliquetas — capturados no substrato lamacento.
Reprodução: Peixe de substrato; deposita ovos aderidos ao substrato intersticial de fundos arenosos ou lamacentos; as larvas tornam-se pelágicas após eclosão e migram para áreas costeiras rasas. Não existem dados detalhados sobre fecundidade ou comportamento parental para esta espécie, mas observa-se sazonalidade de desova correlacionada ao regime de chuvas e salinidade nos estuários tropicais.
Comportamento: Comportamento principalmente bentônico e noturno, permanecendo parcialmente enterrado no sedimento durante o dia e emergindo à noite para alimentação; espécie discreta, sem interações agressivas com humanos.

## Estado de conservação
Avaliada como Least Concern (LC) pela IUCN em 01 de março de 2010, devido à ampla distribuição e ausência de declínio populacional significativo. Não é alvo de pesca direcionada, embora possa ser capturada incidentalmente em redes de arrasto em águas rasas; não ocorre em nenhum anexo da CITES ou do CMS. A degradação local de manguezais e alterações na salinidade nos estuários podem causar impactos pontuais, mas não há evidências de ameaça global.

## Taxonomia e etimologia
Descrita originalmente por Felipe Poey em 1860 como Smaragdus stigmaticus a partir de espécimes de Cuba. Posteriormente realocada para o gênero Gobionellus e, finalmente, para Ctenogobius por Gill em 1858, após revisões taxonômicas baseadas em caracteres osteológicos e morfológicos. O nome genérico Ctenogobius deriva do grego ktenos (pente), em alusão às escamas ctenoides, e gobius (goby), enquanto o epíteto stigmaticus do latim stigma (marca), refere-se à mancha característica na base da nadadeira caudal.

### Sinônimos
- Smaragdus stigmaticus - Poey, 1860.[9]
- Gobionellus stigmaticus - Poey, 1860 (transferência para gênero Gobionellus) (Cervigón, 1994).[9]
- Ctenogobius stigmaturus - Goode & Bean (1882).[10]